# Samuel Gottlieb Gmelin
Pour les articles homonymes, voir Gmelin.
Samuel Gottlieb Gmelin, né le 4 juillet 1744 à Tübingen et mort le 27 juillet 1774 à Akhmetkent (actuel Daghestan), est un médecin, naturaliste et explorateur allemand au service de l'Empire russe.

## Biographie
Samuel Gottlieb Gmelin appartient à une dynastie de scientifiques. Son père, Johann Conrad Gmelin, est chirurgien et pharmacien à Tübingen, son oncle Johann Georg Gmelin, chimiste et botaniste, et son cousin, Johann Friedrich Gmelin, naturaliste et chimiste.

### Etudes
Il obtient à 18 ans, en 1763, un titre de docteur en médecine à l’université de Leyde, où il a fait la connaissance de Peter Simon Pallas chez qui il habite à La Haye en 1765.  
C’est durant son séjour aux Provinces-Unies (Pays-Bas) qu’il commence à s’intéresser aux algues marines.  
Il étudie ensuite quelque temps à Paris la systématique botanique auprès de Michel Adanson. 

### Enseignement
Il part enseigner, en 1767, l'histoire naturelle à l'Académie des sciences de Saint-Pétersbourg et en particulier la botanique.

### Explorations
L’année suivante, il participe à un voyage d'exploration scientifique, ordonné par Catherine II, de la région du fleuve Don, de la Volga et de la mer Caspienne, sous la houlette de Peter Simon Pallas qui poursuit quant à lui un autre itinéraire, après avoir fait le tout début du voyage ensemble. En 1769, Gmelin atteint par Moscou, Toula et Voronej la ville d'Astrakhan.  
Il est accompagné dans la région du Don par Johann Anton Güldenstädt. En 1770, il atteint par voie maritime Derbent, d'où il part par voie terrestre pour Bakou, Chemakha et Salyan et ensuite par la mer vers Anzali au sud de la mer Caspienne.  
Il se rend à Rasht et à Balfrouché. Il prend le chemin du retour au début de l'année 1772, où il se trouve de nouveau à Astrakhan, et rejoint Sarepta (colonie allemande fondée au bord de la Volga quelques années auparavant) et la steppe de Kouman. Il passe par Mozdok, la région du Térek, puis retourne vers Astrakhan par la steppe.  
En juin 1772, il décide de rejoindre la Perse par la mer Caspienne, accompagné de quelques compagnons et d'une unité militaire d'une quarantaine d'hommes. Après avoir aperçu la côte d'Azeli, il décide de se diriger plutôt vers l'ouest et de rejoindre par voie terrestre la bourgade de Kizliar. 
Mais en sortant de Derbent, sans avoir donc pu atteindre Kizliar, il est capturé le 5 février 1774 par le khan Ousmey appartenant à la tribu des Kahïtakes. Celui-ci veut ainsi obtenir une rançon. 
Gmelin meurt au bout de presque six mois de détention de dysenterie avant que sa rançon ne soit payée. Il n’avait que 30 ans.

## Travaux
Gmelin est l'auteur d’Historia Fucorum (1768), l'un des premiers traités consacrés à la biologie marine. Ses descriptions d’algues suivent le système de nomenclature binomiale linnéenne. Ses illustrations d’algues sont d’une grande finesse. Ses collections ayant été perdues, les spécimens qu’il décrit n’existent plus.
Le compte rendu de ses voyages est publié en allemand à Saint-Pétersbourg sous le titre de Reise durch Russland zur Untersuchung der drey Naturreiche (publié en 1770-1784, en 4 volumes) avec des illustrations d'espèces animales et botaniques ; le dernier volume est publié en allemand par Peter Simon Pallas (1741-1811), puis publié en russe en 1777.

## Source
- (ru) Cet article est partiellement ou en totalité issu de l’article de Wikipédia en russe intitulé « Гмелин, Самуил Готлиб » (voir la liste des auteurs).

S.G.Gmel. est l’abréviation botanique standard de Samuel Gottlieb Gmelin.
Consulter la liste des abréviations d'auteur en botanique ou la liste des plantes assignées à cet auteur par l'IPNI, la liste des champignons assignés par MycoBank, la liste des algues assignées par l'AlgaeBase et la liste des fossiles assignés à cet auteur par l'IFPNI.
S.G.Gmelin, Gmelin sont les abréviations habituelles de Samuel Gottlieb Gmelin en zoologie.
Attention, certaines de ces abréviations sont aussi utilisées pour : Johann Friedrich Gmelin

Consulter la liste des abréviations d'auteur en zoologie ou la liste des taxons zoologiques assignés à cet auteur par ZooBank